# Gerald Wills
Pour les articles homonymes, voir Wills.
Gerald Wills (3 octobre 1905 - 31 octobre 1969) est un avocat et homme politique britannique qui est député de Bridgwater de 1950 jusqu'à sa mort.

## Biographie
Wills est né à Long Ashton, Somerset dans une famille de travailleurs, et à 21 ans est adopté dans une famille riche vivant dans le Wiltshire qui l'éduque en privé. Il est allé au Trinity College de Cambridge pour étudier le droit et est admis au barreau du Middle Temple en 1932. Il est membre de la branche territoriale de l'Artillerie royale et pendant la Seconde Guerre mondiale il est membre du personnel au quartier général du Corps. Il est nommé MBE pour son service de guerre dans les honneurs de l'anniversaire du roi en juin 1945.
À la fin de la guerre, Wills se présente à Bridgwater comme candidat conservateur, mais est battu par Vernon Bartlett qui l'emporte en tant que « progressiste indépendant » lors d'une élection partielle de 1938. Il retourne au Barreau, mais aux élections générales de 1950, Wills est élu.
Il est nommé whip adjoint du gouvernement en 1952, et promu Lord Commissaire du Trésor en octobre 1954. Il conserve ce poste sous Anthony Eden. Lorsque Harold Macmillan devient premier ministre, il nomme Wills contrôleur de la maison de Sa Majesté (troisième en importance au bureau du whip). Wills quitte ses fonctions en octobre 1958, étant fait chevalier pour marquer son service dans la liste des distinctions d'anniversaire de 1958.
Wills est mort en fonction en octobre 1969.